# Шусс
Шусс (нем. Schuß, транскрип. ʃʊs, по немецки означает «выстрел», «удар») был первым (тогда неофициальным) маскотом Зимних Олимпийских игр 1968 года в Гренобль, Франция, изображающий стилизованного мультяшного персонажа в лыжах. Шусса видели на булавках и маленьких игрушках. Впоследствии у всех Олимпийских игр был талисман (за исключением зимних Олимпийских игр 1972 года в Саппоро, Япония).
В горных лыжах шусс или шуссбум — это прямой спуск с высокой скоростью, контрастирующий со слаломом, могулом или прыжками с трамплина.